# Élection présidentielle seychelloise de 2015
L'élection présidentielle seychelloises de 2015 a lieu les 3 et 5 décembre 2015 pour le premier tour et les 16 et 18 décembre 2015 pour le second tour, afin d'élire le président de la République des Seychelles pour un mandat de cinq ans.
Le président sortant James Michel, est réélu de justesse pour un troisième mandat avec une mince majorité de 50,2 % contre 49,8 % pour Wavel Ramkalawan.
Le président sortant James Michel, candidat du Lepep, domine le premier tour organisé du 3 au 5 décembre en remportant 47,76 % des suffrages, ce qui est toutefois insuffisant pour être élu dès ce premier tour. Son principal adversaire et le principal candidat de l'opposition, Wavel Ramkalawan, candidat pour la cinquième fois, remporte 33,93 % des votes. Patrick Pillay, ancien ministre de James Michel qui a quitté le parti au pouvoir avec d'autres cadres pour fonder l'Alliance seychelloise, arrive en troisième position avec 14,19 %. Les trois autres candidats se partagent les 4,12 % des voix restants.
Le deuxième tour, épisode électoral inédit depuis le retour du multipartisme dans le pays, oppose donc du 16 au 18 décembre James Michel, qui est réélu, à Wavel Ramkalawan.

## Résultats
| Candidats et colitisiers | Candidats et colitisiers         | Partis                   | Premier tour | Premier tour | Second tour | Second tour |
| Candidats et colitisiers | Candidats et colitisiers         | Partis                   | Voix         | %            | Voix        | %           |
| ------------------------ | -------------------------------- | ------------------------ | ------------ | ------------ | ----------- | ----------- |
|                          | James Michel Danny Faure         | Lepep                    | 28 911       | 47,76        | 31 512      | 50,15       |
|                          | Wavel Ramkalawan Roger Mancienne | SNP                      | 21 391       | 35,33        | 31 319      | 48,95       |
|                          | Patrick Pillay Ahmed Afif        | LS                       | 8 593        | 14,19        |             |             |
|                          | Alexia Amesbury Errol Fonseka    | SPSD                     | 832          | 1,37         |             |             |
|                          | Philippe Boullé Peter Roselie    | Ind.                     | 411          | 0,68         |             |             |
|                          | David Pierre Hervé Anthony       | PDM                      | 400          | 0,66         |             |             |
|                          |                                  |                          |              |              |             |             |
| Votes valides            | Votes valides                    | Votes valides            | 60 538       | 97,64        | 62 831      | 98,38       |
| Votes blancs et nuls     | Votes blancs et nuls             | Votes blancs et nuls     | 1 466        | 2,36         | 1 062       | 1,66        |
| Total                    | Total                            | Total                    | 62 004       | 100          | 63 893      | 100         |
| Abstention               | Abstention                       | Abstention               | 8 939        | 12,60        | 7 050       | 9,94        |
| Inscrits / participation | Inscrits / participation         | Inscrits / participation | 70 943       | 87,40        | 70 943      | 90,06       |